# نازنین نور
نازنین نور نویسنده و بازیگر ایرانی-امریکایی است. او یکی از داوران برنامه تلویزیونی پرشیاز گات تلنت بود.

## زندگی شخصی
در سال ۱۹۷۵ والدین نازنین به قصد ادامهٔ تحصیل از ایران به آمریکا مهاجرت کردند. آن‌ها در ابتدا قصد بازگشت به ایران را داشتند اما با وقوع انقلاب ۱۳۵۷ و جنگ ایران و عراق، تصمیم گرفتند در آمریکا بمانند. نازنین در ارلینگتون، ویرجینیا زاده شد و اکنون در لس آنجلس زندگی می‌کند.
نازنین نور فارغ‌التحصیل رشته روابط بین‌الملل از دانشگاه جورج میسون است. او در مدت تحصیل ابتدایی تا دبیرستان خود ویولن را یادگرفت. همچنین او نواختن پیانو و سنتور را بلد است.
او اصالتا لر و از طایفه نریمیسا و ایل بهمئی است.

## فعالیت حرفه‌ای
بر پایه اطلاعات بانک اطلاعات اینترنتی فیلم‌ها، نازنین تا کنون در سه مجموعه تلویزیونی آمریکایی به ایفای نقش پرداخته است.
او نخستین‌بار در سال ۲۰۰۵ با ایفای نقش در مجموعه تلویزیونی پلیسی-درام آمریکایی «ذهن‌های مجرم» دیده شد. سپس در سال ۲۰۱۲ در مجموعه تلویزیونی «جانوران سیاسی» و پس از آن در سال ۲۰۱۴ در سریال «خانم وزیر» بازی کرده است.
او همچنین در سال ۲۰۰۷ در فیلم سینمایی عشق عمیق‌تر (A Deeper Love) بازی کرده است.
نازنین در سال ۲۰۲۰ با داوری فصل اول برنامهٔ تلویزیونی پرشیاز گات تلنت در ام‌بی‌سی‌پرشیا بین مردم فارسی‌زبان شناخته شد.
وی همچنین یک فعال اجتماعی است و در ۱ اکتبر ۲۰۲۲ اینستاگرام الن دی‌جنرس (با ۱۲۶ میلیون فالور) را برای اشتراک‌گذاری داستان‌هایی در همبستگی با مردم ایران در جریان خیزش ۱۴۰۱ ایران به دست گرفت.